# Alice (film 2022)
Alice è un film del 2022 diretto da Krystin Ver Linden. 
Il film, un thriller di produzione statunitense, ha come protagonisti Keke Palmer, Jonny Lee Miller, Common, Gaius Charles e Alicia Witt.
Alice, che è stato accolto con recensioni negative dalla critica, è stata presentata in anteprima mondiale al Sundance Film Festival del 2022 il 23 gennaio 2022.

## Trama
Alice è una ragazza ridotta in schiavitù in una piantagione del XIX secolo in Georgia, di proprietà di Paul Bennet. Nel corso di un tentativo di fuga, imbocca una vasta foresta ed emerge su un'autostrada della Georgia nel 1973. Lì incontra Frank, un camionista che la aiuta ad adattarsi al periodo storico in cui vive, mettendola al corrente dell'inganno che ha vissuto sino ad ora.
Dopo aver letto alcuni libri che spiegano quando e come è stata messa fine alla schiavitù nelle altre piantagioni, rintraccia Rachel, l'ex moglie del suo "proprietario", che affronta a muso duro, riuscendo così a convincere l'incredulo Frank della verità del suo racconto. Ispirata dal personaggio di Pam Grier nel film Coffy, convince Frank a recarsi nella piantagione, in modo che possa vendicarsi di Bennet.

## Produzione
A settembre 2019 è stato annunciato che Krystin Ver Linden avrebbe diretto e scritto il film. La pubblicità del film afferma che è "ispirato ai veri eventi di una donna di servitù nella Georgia del 1800, che fugge dai confini di 55 acri del suo rapitore per scoprire la realtà scioccante che esiste oltre la linea degli alberi... è il 1973". Elementi del background del film sono vagamente basati sulla narrazione di Mae Louise Miller, fuggita da una forma di schiavitù moderna nel 1961.
Nel giugno 2020 Keke Palmer, Common, Jonny Lee Miller e Sinqua Walls si sono uniti al cast del film, con Palmer anche come produttrice esecutiva. Nel novembre 2020 Gaius Charles e Alicia Witt si sono uniti al cast del film.
Le riprese principali sono iniziate nell'ottobre 2020 a Savannah, in Georgia.

## Distribuzione
Il film è stato presentato in anteprima al Sundance Film Festival del 2022 il 23 gennaio 2022. In precedenza Roadside Attractions e Vertical Entertainment avevano acquisito i diritti di distribuzione del film.

## Accoglienza

### Incassi
La pellicola è stata distribuita negli Stati Uniti a partire dal 18 marzo 2022 da Roadside Attractions e Vertical Entertainment. Negli Stati Uniti e in Canada, il film ha incassato 173.624 dollari nel weekend di apertura.

### Critica
Sul sito aggregatore di recensioni Rotten Tomatoes, il 29% delle 70 recensioni dei critici è positivo, con una valutazione media di 4,8/10. Il consenso del sito web recita: "Il tentativo ben intenzionato di Alice di fare i conti con il razzismo purtroppo manca il segno su più livelli, sebbene la performance di Keke Palmer rimanga un punto luminoso coerente". Metacritic, che utilizza una media ponderata, ha assegnato al film un punteggio di 47 su 100, basato su 19 valutazioni, indicando "recensioni miste o medie".